# Anselmo Moreno
Anselmo Moreno (El Martillo, 28 giugno 1985) è un pugile panamense.
Soprannominato Chemito, ha un record attuale di 26-1-1, con 8 successi prima del limite.